# Brad Dye
Brad Dye (* 20. Dezember 1933 in Charleston, Tallahatchie County, Mississippi; † 1. Juli 2018 in Ridgeland, Mississippi) war ein US-amerikanischer Politiker. Zwischen 1980 und 1992 war er Vizegouverneur des Bundesstaates Mississippi.

## Werdegang
Brad Dye studierte bis 1957 Wirtschaftslehre an der University of Mississippi. Nach einem anschließenden Jurastudium an derselben Universität wurde er 1959 als Rechtsanwalt zugelassen. Schon früh war er politisch tätig. Er war Page im US-Repräsentantenhaus und arbeitete in den 1950er Jahren für den späteren Gouverneur Paul B. Johnson. Er wurde Mitglied der Demokratischen Partei und saß sowohl im Repräsentantenhaus als auch im Senat von Mississippi. Zwischenzeitlich war er in den 1960er Jahren auch als Anwalt für den Rechtsausschuss des US-Senats tätig. Danach war er Mitglied der Workman's Compensation Commission. Zwischen 1972 und 1976 war er als State Treasurer Finanzminister von Mississippi.
1979 wurde Dye an der Seite von William Winter zum Vizegouverneur seines Staates gewählt. Dieses Amt bekleidete er nach zwei Wiederwahlen zwischen 1980 und 1992. Dabei war er Stellvertreter des Gouverneurs und Vorsitzender des Staatssenats. Von 1984 bis 1988 diente er unter Gouverneur William Allain und ab 1988 unter Gouverneur Ray Mabus. Im Jahr 1986 kam es zu einer Anhörung über die Machtbefugnisse des Vizegouverneurs, die Dyes Amtsführung als verfassungskonform befand. Im September 2010 wurde er mit der Mississippi Medal of Service ausgezeichnet. Er war der bisher einzige Vizegouverneur von Mississippi, der drei zusammenhängende Amtszeiten absolvieren konnte. Politisch trat er nach seinem Ausscheiden aus dem Amt des Vizegouverneurs nicht mehr in Erscheinung. Er nahm auch als Delegierter an einer Democratic National Convention teil.